# Сергий Плаковски
Сергий Плаковски (хаджи Сергий) с хайдушко прозвище Сергий Грешни е български духовник, йеромонах, участник във Велчовата завера през 1835 година.

## Биография
Светското му име е Станьо Ферманджиев. Роден е през втората половина на XVIII век в махалата Руховци, Еленско. Според някои предположения годината му на раждане е около 1760. Съществуват сведения, че е получил известно образование при даскал поп Стоян Граматик (Стоян Робовски) в Елена. Става хайдутин в четата на Добри войвода. Заточен в Диарбекир, откъдето избягва. След завръщането си участва в четата на Куман Войвода. Постъпва в Света гора като послушник.
Посвещение в хайдушкия занаят получава при друг свещеник – поп Стойко, по чието настояване посещава Божи гроб. След завръщането си от там пак събира чета и действа в Еленско и Търновско, но посещавал често Плаковския, Къпиновския и Присовския манастири, от които често получава убежище в замяна на закрила.
Приема се, че поема управлението на Плаковския манастир през 1803 г. Открива училище в манастира и поканва учители от Света гора. След време отива до Йерусалим, където добива званието Хаджия. По време на Велчовата завера като игумен на манастира той дава убежище на Велчо Атанасов-Джамджията, капитан Георги Мамарчев и другарите им. Когато става игумен на Плаковския манастир, чиито дела движи добре, не забравя и бойните си другари отпреди 1800 г. Освен тях хаджията подпомага и разни ученолюбиви деца.
През 1835 г. след разкриване на Заверата е измъчван и заточен в Мъглижкия манастир, където умира от раните си. За него Георги Раковски пише: „... а бедний Сергий, игумен на Капиновския манастир, претърпя най-големи мъки турски. Извадиха му зъби с клещи един по един! Забиваха му борина под нокти, и го гориха жив! Вадиха му очи, и други неизказани мъки му наложиха неверните поганци! Той е достоен да се числи в реда на свети великомъченици, понеже издъхна под толкова мъки за вяра и за отечество. Вечна ти памят, родолюбче Сергие! Ще дойде време да ти въздигне българский народ храм.“